# Djanglanmey
Djanglanmey ist ein Arrondissement im Departement Mono im westafrikanischen Staat Benin. Es ist eine Verwaltungseinheit, die der Gerichtsbarkeit der Kommune Grand-Popo untersteht.

## Demografie und Verwaltung
Gemäß der Volkszählung 2013 des beninischen Statistikamtes INSAE hatte das Arrondissement 5828 Einwohner, davon waren 2824 männlich und 3004 weiblich.
Von den 60 Dörfern und Quartieren der Kommune Grand-Popo entfallen neun auf Djanglanmey:
1. Dévikanmey
2. Djanglamey
3. Folly Condji
4. Gbédji
5. Gountoeto
6. Hanmlangni
7. Kpatcha-Condji
8. Tolèbèkpa
9. Tomadjihoué